# Mandevilla alboviridis
Mandevilla alboviridis là một loài thực vật có hoa trong họ La bố ma. Loài này được (Rusby) Woodson mô tả khoa học đầu tiên năm 1932.